# Tigran Hamassian
Tigran Hamassian (en armeni: Տիգրան Համասյան, nascut a Gyumri, Armènia, 1987) és un compositor, pianista i cantant armeni de jazz. Les seves composicions jazzístiques estan majoritàriament influïdes per la música d' Armènia, si bé algunes cançons també mostren trets propis del rock progressiu.

## Biografia
Va néixer a Gyumri, la segona ciutat més poblada d'Armènia. Els seus ancestres provenien de la província de Kars (Turquia), si bé van aconseguir migrar cap a Gyumri l'any 1917-1918 (llavors Aleksandrópol) fugint del genocidi armeni. El pare de Tigran era joier i la seva mare dissenyava roba. El pare d'en Tigran escoltava música rock dels anys 60-80 (Led Zeppelin, Deep Purple o The Beatles) i el seu oncle, Armèn Hamassian, era un gran aficionat del jazz, fet que va definir els primers gustos musicals d'en Tigran. Tot i així, com ell mateix reconeix, el seu somni infantil era tocar la guitarra en un grup de Trash Metal. En Tigran va començar a tocar el piano que hi havia a casa seva des de l'edat de 3 anys, i als 6 va començar a anar a classes de música. El seu interès pel jazz va començar a l'edat de 9 anys, tot escoltant Thelonious Monk, Charlie Parker, Art Tatum o Miles Davis, entre d'altres. El seu oncle Armen va adonar-se de la passió i el talent musical de Tigran ben aviat, i va encarregar-se de guiar-lo i introduir-lo al jazz. La familia Hamassian es va mudar a viure a Erevan quan en Tigran tenia 10 anys. A la capital, el seu oncle el va posar en mans del professor de jazz Vahagn Harapetyan, que havia estat alumne de Barry Harris. Segons Tigran, «va ser llavors quan vaig entendre el que era el jazz. Em va ensenyar bebop. Era un gran professor».

## Discografia[7]
- 2006 World Passion
- 2007 New Era
- 2009 Red Hail
- 2011 A Fable
- 2013 Shadow Theater
- 2015 Mockroot
- 2015 Luys i Luso
- 2017 An Ancient Observer
- 2018 For Gyumri